# Motorway M18
La motorway M18 è un'autostrada del Regno Unito che collega Rotherham a Goole. L'autostrada è lunga 42,6 km.

## Percorso
| Motorway M18 |            |                                                                                    |                     |                                                                                    |                            |
| Miglia       | Chilometri | Uscite in direzione sud (carreggiata B)                                            | Uscite              | Uscite in direzione nord (carreggiata A)                                           | Coordinate                 |
| 156.8        | 252.4      | The SOUTH, Londra, Nottingham Sheffield, Leeds M1                                  | M1, U32             | Inizio dell'autostrada                                                             | 53°23′50.64″N 1°16′05.63″W |
| 158.5        | 255.1      | Rotherham A631                                                                     | U1                  | Rotherham A631                                                                     | 53°25′25.14″N 1°15′04.79″W |
| 163.8        | 263.6      | Newark, Leeds A1(M)                                                                | U2                  | The NORTH, The SOUTH A1(M)                                                         | 53°28′45.88″N 1°08′53.99″W |
| 165.9        | 267.1      | Doncaster A6182                                                                    | U3                  | Doncaster A6182 Doncaster-Sheffield                                                | 53°29′19″N 1°06′54.72″W    |
| 171.8        | 276.5      | Doncaster A630                                                                     | U4                  | Doncaster A630                                                                     | 53°32′22.92″N 1°01′19.16″W |
| 175.8        | 283.0      | Scunthorpe, Grimsby, Doncaster-Sheffield, Humberside M180 Doncaster North services | U5 Area di servizio | Scunthorpe, Grimsby, Doncaster-Sheffield, Humberside M180 Doncaster North Services | 53°35′29.18″N 0°59′13.99″W |
| 177.8        | 286.2      | Thorne A614                                                                        | U6                  | Thorne A614                                                                        | 53°37′07.07″N 0°58′39.72″W |
|              |            | Entrata nel South Yorkshire                                                        |                     | Entrata nel East Riding of Yorkshire                                               |                            |
| 182.7        | 294.0      | Inizio autostrada                                                                  | U7                  | The NORTH A1(M), Leeds Hull, York, Goole M62                                       | 53°40′39.32″N 0°57′56.45″W |